# Epimeria heldi
Epimeria heldi is een vlokreeftensoort uit de familie van de Epimeriidae. De wetenschappelijke naam van de soort is voor het eerst geldig gepubliceerd in 1998 door Coleman.